# Cyclosa pedropalo
Cyclosa pedropalo är en spindelart som beskrevs av Levi 1999. Cyclosa pedropalo ingår i släktet Cyclosa och familjen hjulspindlar.
Artens utbredningsområde är Colombia. Inga underarter finns listade i Catalogue of Life.